# Mustafa Sandal
Mustafa Sandal (* 11. Januar 1970 in Istanbul) ist ein türkischer Popmusiker. Er ist Sänger, Komponist, Songschreiber, Produzent und Schauspieler.
In seiner Karriere schaffte er mit Hits wie Araba, Aya Benzer und İsyankar seinen internationalen Durchbruch. In der Türkei zählt er zu den großen Popstars.
Sein Musikstil bildet eine Synthese zwischen westlichem und orientalischem Pop und baut meist auf melancholischen Klängen auf.

## Biografie
Nach seinem College-Abschluss in Genf studierte Sandal zwei Jahre Marketing im Bostoner New Hampshire College. Mit seiner Rückkehr nach Istanbul 1989 arbeitete er als Musiker und war in den Gelişim Studios als Songschreiber und Produzent für berühmte Musiker wie Ajda Pekkan, Zerrin Özer, Ayşegül Aldinç, Yonca Evcimik und Sezen Aksu tätig.

## Karriere
Sandal veröffentlichte 1994 sein erstes eigenes Album. Sein Debütalbum Suç Bende wurde mit 1,5 Millionen verkauften Musikkassetten und 200.000 verkauften CDs zu einem großen Erfolg. Nach nicht einmal einem Jahr etablierte sich Sandal mit 140 Konzerten in der Türkei und 30 in Europa auch als außergewöhnlicher Live-Künstler.
1996, Sandal hatte gerade sein zweites, erfolgreiches Album Gölgede Aynı veröffentlicht, zog er von Istanbul nach London. Nach über 3,1 Millionen verkauften Einheiten des Albums und über 200 Konzerten ließ er in der Türkei eine begeisterte Fangemeinde zurück. 1998 kehrte er mit seinem nächsten Album Detay in seine Heimat, die Türkei, zurück. Das Album kam im Herbst 1998 gleich in der zweiten Woche nach der Veröffentlichung auf Platz 1 der türkischen Charts. Das Album gewann zwei Kral Türkiye Müzik Awards. Die anschließende Tour war mit über 130 Shows fast durchweg ausverkauft und Mustafa Sandal gastierte auch in den USA, in Deutschland, Österreich, Dänemark, Holland, England, Schweden, Turkmenistan und Aserbaidschan.
Im Juni 2000 veröffentlichte Mustafa Sandal sein Album Akışına Bırak, eine Gemeinschaftsarbeit mit dem Komponisten und Musiker İskender Paydaş. Zudem etablierte Sandal sein eigenes Label Yada Productions, um andere Künstler unabhängig produzieren zu können. Im Juni 2002 brachte Mustafa Sandal sein fünftes Album Kop heraus, das ebenfalls ein Erfolg wurde.
Mustafa Sandal konnte mit seiner Single Aya Benzer 2003, die er gemeinsam mit der VIVA-Moderatorin Gülcan Karahancı (heute: Gülcan Kamps) im August 2003 veröffentlichte, einen Riesenerfolg feiern. Die Single stieg sofort in die Top 20 der Deutschen Single-Charts ein und hielt sich über zweieinhalb Monate unter den 15 meistverkauften Singles in Deutschland. Somit schaffte er seinen Durchbruch in Deutschland und erreichte eine noch größere Fangemeinde.
Im Januar 2005 kam seine neue Maxi-Single auf den Europäischen Markt: İsyankar (feat. Gentleman) – eine Neuauflage seines großen Hits aus dem vorigen Jahres in der Türkei. İsyankar hielt sich acht Wochen auf Platz 1 der türkischen Charts, erreichte die Top-10-Charts u. a. in Deutschland, Österreich und der Schweiz und befand sich wochenlang auf Platz 1 auf MTV und VIVA. Hierzu wurde er 2006 mit einer Goldenen Schallplatte ausgezeichnet.
2007 kam erneut ein Album des Künstlers auf den Markt, das sich Devamı Var nannte. Die erste Single-Auskopplung mit dem İndir startete in der Türkei samt Videoclip erfolgreich. Ebenso wurde ein Videoclip für den Nachfolgesong Melek Yüzlüm gedreht. Sein darauf folgendes Album mit dem Namen Karizma ist am 13. Juli 2009 in der Türkei erschienen. Ateş et ve Unut und Karizma stammen von dem Produzenten Bojan Dugić, der unter anderem auch Künstler wie Britney Spears, Jennifer Lopez, Destiny’s Child etc. produziert hat. Mustafa Sandals bisher letztes Album Organik ist am 11. Juni 2012 erschienen.
Über die Jahre coverten und sampelten Künstler wie Filipp Kirkorow, Slawi Trifonow, Osman Hadžić, Boban Rajović, Elma Sinanović, Loukas Yorkas, Faudel oder Mansour Songs von Mustafa Sandal.

## Privates
Mustafa Sandal hat am 13. Januar 2008 die serbische Popsängerin Emina Jahović geheiratet; sie haben zwei Söhne. Die Ehe wurde im Jahr 2018 geschieden.
Sandal spricht neben Türkisch auch Englisch, Französisch und Italienisch.

## Diskografie

### Studioalben
| Jahr | Titel                    | Höchstplatzierung, Gesamtwochen, AuszeichnungChartplatzierungen (Jahr, Titel, Platzierungen, Wochen, Auszeichnungen, Anmerkungen) | Höchstplatzierung, Gesamtwochen, AuszeichnungChartplatzierungen (Jahr, Titel, Platzierungen, Wochen, Auszeichnungen, Anmerkungen) | Höchstplatzierung, Gesamtwochen, AuszeichnungChartplatzierungen (Jahr, Titel, Platzierungen, Wochen, Auszeichnungen, Anmerkungen) | Anmerkungen                                                              |
| Jahr | Titel                    | DE | AT | CH | Anmerkungen                                                              |
| ---- | ------------------------ | --- | --- | --- | ------------------------------------------------------------------------ |
| 2003 | Seven / Seven (Reloaded) | DE47 (4 Wo.)DE | — | CH27 (8 Wo.)CH | Erstveröffentlichung: 1. Oktober 2003 Wiederveröffentlichung im Mai 2005 |

### Weitere Alben
| Jahr | Titel         | Anmerkungen                          |
| ---- | ------------- | ------------------------------------ |
| 1994 | Suç Bende     | Erstveröffentlichung: 11. Juli 1994  |
| 1996 | Gölgede Aynı  | Erstveröffentlichung: 24. Mai 1996   |
| 1998 | Detay         | Erstveröffentlichung: September 1998 |
| 2000 | Akışına Bırak | Erstveröffentlichung: 10. Juni 2000  |
| 2002 | Kop           | Erstveröffentlichung: 17. Mai 2002   |
| 2004 | İste          | Erstveröffentlichung: 13. Juli 2004  |
| 2007 | Devamı Var    | Erstveröffentlichung: 1. Juni 2007   |
| 2009 | Karizma       | Erstveröffentlichung: 6. Juli 2009   |
| 2012 | Organik       | Erstveröffentlichung: 11. Juni 2012  |

### EPs
- 1999: Aya Benzer (EP; Erstveröffentlichung: 1999)
- 2000: Araba (EP; Erstveröffentlichung: 11. Januar 2000)
- 2003: Maxi Sandal 2003 (Erstveröffentlichung: 25. Juni 2003)
- 2005: Yamalı Tövbeler (Erstveröffentlichung: 28. Juli 2005)

### Kompilationen
- 1999: Araba (Erstveröffentlichung: 24. Juni 1999)
- 2003: Aşka Yürek Gerek (Erstveröffentlichung: 22. Januar 2003)

### Singles
| Jahr | Titel Album                       | Höchstplatzierung, Gesamtwochen, AuszeichnungChartplatzierungen (Jahr, Titel, Album, Platzierungen, Wochen, Auszeichnungen, Anmerkungen) | Höchstplatzierung, Gesamtwochen, AuszeichnungChartplatzierungen (Jahr, Titel, Album, Platzierungen, Wochen, Auszeichnungen, Anmerkungen) | Höchstplatzierung, Gesamtwochen, AuszeichnungChartplatzierungen (Jahr, Titel, Album, Platzierungen, Wochen, Auszeichnungen, Anmerkungen) | Anmerkungen                                                                          |
| Jahr | Titel Album                       | DE | AT | CH | Anmerkungen                                                                          |
| ---- | --------------------------------- | --- | --- | --- | ------------------------------------------------------------------------------------ |
| 2003 | Aya Benzer 2003 (Moonlight) Seven | DE8 (15 Wo.)DE | AT40 (11 Wo.)AT | CH67 (11 Wo.)CH | Erstveröffentlichung: August 2003 feat. Gülcan                                       |
| 2004 | Araba (2004) Seven                | DE32 (10 Wo.)DE | — | CH85 (2 Wo.)CH | Erstveröffentlichung: März 2004                                                      |
| 2005 | İsyankar Seven (Reloaded)         | DE6 Gold · (24 Wo.)DE | AT11 (21 Wo.)AT | CH4 (26 Wo.)CH | Erstveröffentlichung: 10. Januar 2005 feat. Gentleman; Sample von Panjabi MC - Mirza |

### Weitere Singles
| - 1994: Bu Kız Beni Görmeli - 1994: Suç Bende - 1995: Beni Ağlatma - 1996: Araba - 1996: Jest Oldu - 1996: Gidenlerden - 1996: Kalmadı - 1997: Bir Anda - 1998: Aya Benzer - 1998: Detay - 1999: Çekilin - 1999: Mevcut - 2000: Tek Geçerim - 2000: Hatırla Beni (Original: Angela Dimitriou & Amr Diab – Eleos) - 2000: Geriye Dönmem - 2002: Pazara Kadar - 2002: Geçmiş Olsun - 2003: Kopmam Lazım - 2003: Gel Aşkim - 2003: Aşka Yürek Gerek (feat. Natalia, Original: Despina Vandi – Anaveis Foties) - 2004: Kavrulduk - 2004: All My Life - 2005: Yamalı Tövbeler - 2007: İndir - 2007: Melek Yüzlüm - 2007: Gönlünü Gün Edeni (Original: Amer Mounib – Khadeny Hawak) - 2008: Dayan (Hintergrundstimme: İzel) - 2009: Ateş Et Ve Unut | - 2010: Adı İntikamdı - 2010: Demo (Original: Amr Mostafa – Al Kebeer Kebeer) - 2011: Var Mısın Yok Musun (feat. Elif Kaya) - 2011: Şıkır Şıkır (feat. Gülben Ergen) - 2012: Kır Gönlünün Zincirini - 2012: Ego - 2013: 2 Tas Çorba - 2013: Tesir Altında (Hintergrundstimme: Gülşen) - 2015: Kadere Bak - 2015: Ben Olsyadım - 2016: Hepsi Aşktan - 2016: Dön Dünya - 2016: Nevrin Döner (feat. Gökben) - 2017: Hadi Hisset - 2018: Aşk Kovulmaz - 2018: Reset (feat. Eypio) - 2019: Gel Bana (Original: Harrdy Sandhu – Kya Baat Ay) - 2019: Masum Gibi - 2019: Mod (feat. Zeynep Bastık) - 2020: Yanında (feat. Melis Fis & Defkhan) - 2020: Damar - 2021: Tekrar (feat. Doğu Demirkol) - 2021: Bizim Çocuklar (feat. Derya Uluğ, Irmak Arıcı & Eypio) - 2021: Yoksay (feat. Indira Elemes) - 2022: Sonuna Kadar (feat. Murat Karahan) - 2023: Tamam Tamam - 2024: Sana İhtiyacım Var (feat. Olga Napoli) - 2024: İhtimal - 2025: Aşkına Destan |

### Produktionen und Gastauftritte
- 1994: Bandıra Bandıra (von Yonca Evcimik)
- 1994: Duman Üstü (von Burak Kut – Hintergrundstimme)
- 1995: Uyut Beni, Büyüt Beni (von Sibel Alaş)
- 1995: Ağlama (von Sibel Alaş)
- 1995: Adam (von Sibel Alaş)
- 1996: Sarar Yine (von Barış – Hintergrundstimme)
- 1996: Beni Aldattın (von Asya – Hintergrundstimme)
- 1997: Emanet (von İzel)
- 1997: Sır (von İzel)
- 1997: Nakış (von İzel)
- 1997: Sevdik Sevdalandık (von Reyhan Karaca – Hintergrundstimme)
- 2003: İnkar Ediyorum (von Reyhan Karaca – Hintergrundstimme)
- 2007: Kıvırır (von Özgün – Hintergrundstimme)
- 2007: Gelişi Güzel Değil (von İzel – Hintergrundstimme)
- 2015: Yıkıl Karşımdan (von Gülben Ergen – Hintergrundstimme)

## Filmografie

### Filme
- 1995: Bay E
- 2010: Fünf Minarette in New York
- 2018: Arif V 216

### TV
- 2010: Kimsin Sen (dt. Wer bist du?) (Unterhaltungssendung – Moderator)
- 2011: Başrolde Aşk (dt. In der Hauptrolle Liebe) (TV-Serie)
- 2011–2013: O Ses Türkiye (dt. Die Stimme der Türkei) (Musiksendung, türkische Version von The Voice of Germany – Juror)

## Auszeichnungen
- 1997: Kral Türkiye Müzik Award in der Kategorie Song des Jahres (für Araba)
- 1997: Kral Türkiye Müzik Award in der Kategorie Bester Pop-Musiker
- 1999: Kral Türkiye Müzik Award in der Kategorie Bester Pop-Musiker
- 2003: Kral Türkiye Müzik Award in der Kategorie Bester Pop-Musiker